# Кадиоглу, Ферди
Ферди Эренай Кадиоглу (тур. и нидерл. Ferdi Erenay Kadıoğlu; род. 7 октября 1999, Арнем) — турецкий и нидерландский футболист, защитник клуба «Брайтон энд Хоув Альбион» и сборной Турции. Участник чемпионата Европы 2024.

## Карьера
Является воспитанником НЕКа. Пришёл в академию в девять лет, окончил её в 2016 году. 28 августа 2016 года дебютировал в Эредивизи в поединке против АЗ, выйдя на замену на 88-й минуте вместо Риджи Офосу.
14 июля 2018 года Кадиоглу перешёл в турецкий «Фенербахче», заплативший за него более миллиона евро. Контракт подписан на четыре года.
Игрок юношеских сборных Нидерландов различных возрастов. Участник чемпионата Европы 2016 года среди юношей до 17 лет. Вместе с командой дошёл до полуфинала, где нидерландцы уступили сверстникам из Португалии, будущим чемпионам. Принял участие во всех пяти встречах турнира.